# Rifugio Serafino Gnutti
Das Rifugio Serafino Gnutti (oft auch nur Rifugio Gnutti) ist eine alpine Schutzhütte in der italienischen Region Lombardei in der Adamellogruppe. Es liegt auf einer Höhe von 2166 m innerhalb der Gemeinde Sonico und gehört der CAI Sektion Brescia. Die Hütte wird von Mitte Juni bis Ende September bewirtschaftet und bietet 34 Bergsteigern Schlafplätze. Der Winterraum mit 4 Betten befindet sich in einem separaten benachbarten Gebäude.

## Lage

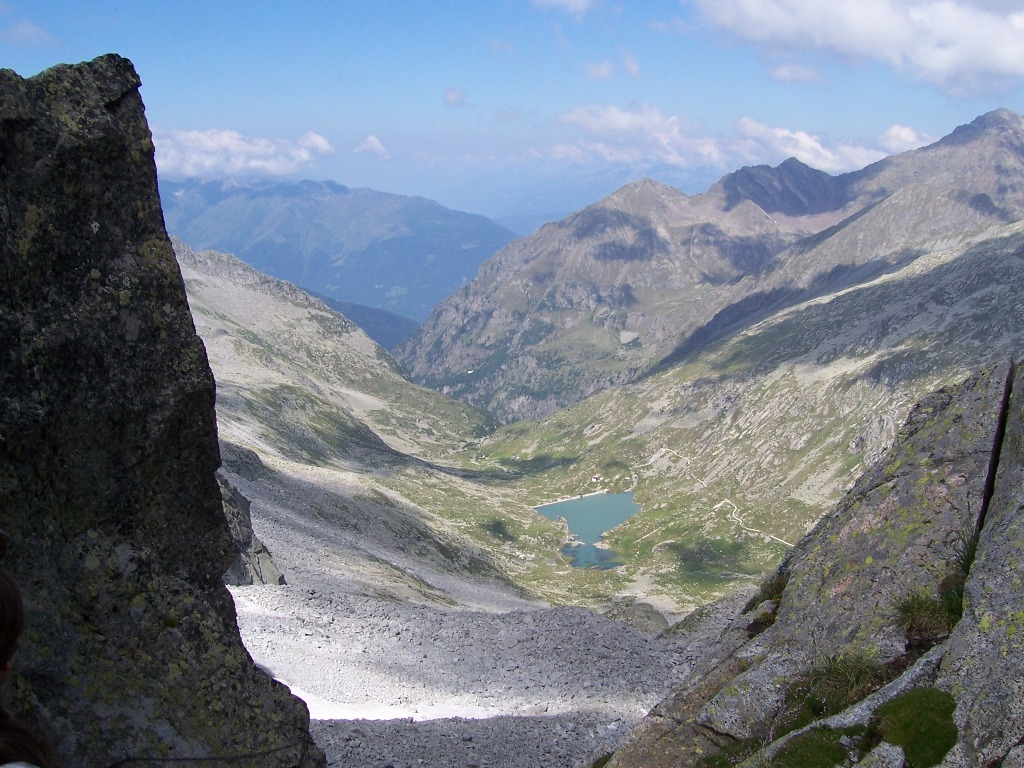
Das Val Miller mit dem gleichnamigen See vom Passo Miller

Die Schutzhütte liegt an der Westseite des Adamellomassivs östlich des Valcamonica. Von letzterem zweigt bei Rino, einer Fraktion der Gemeinde Sonico, das Val Malga in südöstlicher Richtung ab, dem sich wiederum östlich das Hochtal Val Miller mit dem Rifugio und dem aufgestauten Lago Miller anschließt. Die 1975 eingeweihte Hütte liegt kurz oberhalb der Staumauer und wurde nach dem mit der Goldenen Tapferkeitsmedaille ausgezeichneten Alpini Leutnant Serafino Gnutti benannt, der 1941 im Zweiten Weltkrieg in Albanien fiel.
Am Rifugio Serafino Gnutti führt der Adamello-Höhenweg Nr. 1 vorbei.

## Zugänge
Von Ponte del Guat, 1528 m im Val Malga ⊙ auf Weg 23 in 2 Stunden

## Nachbarhütten und Übergänge
- Zum Rifugio Baitone, 2218 m ⊙ in 45 Minuten
- Zum Rifugio Franco Tonolini, 2467 m ⊙ in 1 ½ Stunden
- Zum Rifugio Paolo Prudenzini, 2235 m ⊙ in 4 ½ Stunden